# Pomatorhinus superciliaris
A Pomatorhinus superciliaris a madarak osztályának verébalakúak (Passeriformes) rendjébe és a timáliafélék (Timaliidae) családjába tartozó faj.

## Rendszerezése
A fajt Edward Blyth angol zoológus írta le 1842-ben, a Xiphirhynchus nembe Xiphirhynchus superciliaris néven.

## Alfajai
- Pomatorhinus superciliaris forresti (Rothschild, 1926)
- Pomatorhinus superciliaris intextus (Ripley, 1948)
- Pomatorhinus superciliaris rothschildi (Delacour & Jabouille, 1930)
- Pomatorhinus superciliaris superciliaris (Blyth, 1842)[2]

## Előfordulása
Dél- és Délkelet-Ázsiában, Banglades, Bhután, India, Kína, Mianmar, Nepál és Vietnám területén honos. Természetes élőhelyei a mérsékelt övi magaslati erdők és cserjések. Állandó, nem vonuló faj.

## Megjelenése
Testhossza 20 centiméter, testtömege 27-30 gramm.

## Természetvédelmi helyzete
Az elterjedési területe rendkívül nagy, egyedszáma pedig stabil. A Természetvédelmi Világszövetség Vörös listáján nem fenyegetett fajként szerepel.